# Nicole Neumann
Nicole Unterüberbacher Neumann (Buenos Aires, 31 de octubre de 1980) es una actriz, modelo, presentadora y empresaria argentina.
Actualmente participa como jurado del programa Los 8 escalones conducido por Guido Kaczka, emitido por canal 13.

## Infancia
Es hija del instructor de esquí y empresario austríaco Bernd Unterüberbacher y de la empresaria argentina Claudia Neumann, descendiente de alemanes.
Siendo pequeña se trasladó con su familia a Salzburgo, Austria, país de origen de su padre. Cuando sus padres se separaron, Nicole tenía menos de un año de edad, y retornó con su madre Claudia a su país natal, donde tres años más tarde tuvo una media hermana, Geraldine Conti (más conocida como Geraldine Neumann). Poco después, se radicaron en Córdoba, Argentina. De regreso a la ciudad de Buenos Aires, se instalaron en el barrio de Belgrano.

## Carrera
Su carrera comenzó a sus cuatro años de edad, filmando comerciales. Su vida cambió a sus doce años, cuando debutó como modelo de pasarela, siendo, en ese entonces, la más joven del país. Debido a su corta edad fue bautizada por la revista Gente como "Lolita" en una polémica portada publicada en 1992. Primero trabajó durante un año en la agencia de Luis Francisco "Pancho" Dotto, tras lo cual la manejaría su madre, y sus primeros trabajos fueron publicidades para las marcas Stone Island y Caro Cuore. Luego hizo muchas campañas gráficas para diferentes empresas y desfiles por el país, y más tarde por Chile, Paraguay y Uruguay. En 1992, en ese último país, más concretamente en Punta del Este, fue donde desfiló por primera vez para el famoso peluquero y organizador de desfiles de moda Roberto Giordano.
En 1994, con apenas 13 años, a Nicole le propusieron grabar el disco Primer amor para utilizar el sencillo "Déjate querer" como cortina musical en la telenovela para niños Amigovios. El mismo recibió críticas muy negativas pese al aspecto lúdico de una tira que estaba apuntada a los más chicos del público juvenil. En 1996 integró el elenco de la telenovela argentina 90 60 90 Modelos.
En 1998, con 18 años recién cumplidos, probó suerte en París, pese a su aerofobia. Sin embargo, no solo se llevó experiencia laboral de Francia, sino que allí también se reencontró con su padre, a quien prácticamente no conocía. De esta forma conoció a su familia europea. Por esos tiempos, viajaba con alta frecuencia a Nueva York (Estados Unidos) y a Milán (Italia), y la marca rosarina de indumentaria Sólido le ofreció ser la cara de la empresa. Cuando regresó a Argentina compró su primera casa y comenzó a trabajar para crear una fundación para animales abandonados.
En 1999 protagonizó el papel de "joven despampanante" en la película Esa maldita costilla, dirigida por Juan José Jusid.
A fines de 1999 comenzó a actuar en la tira de Telefe Cabecita, protagonizada por Agustina Cherri y Alejo Ortiz. Por esa época, decidió cambiar de representante y dejó a su madre por Matías Liberman, con quien más tarde comenzó una relación de noviazgo.
En 2003 fue miembro jurado del Festival de Viña del Mar.
En 2004 se trasladó a Santiago de Chile para participar de una producción de fotos para promocionar la temporada primavera verano 2005 de la marca de ropa Fes, donde posó sensualmente junto a una modelo brasilera. Nicole ya había sido la cara de otras temporadas de la marca.
En 2005 MTV estrenó un corto reality show protagonizado por ella y otras modelos de diferentes países, llamado D-Tour, donde las jóvenes viajaban por Asia.
Durante el verano 2005/2006 debutó como vedette en la revista de Nito Artaza Los locos mandan.
En 2007 debutó como conductora en el ciclo de entrevistas Estilo Nicole, por Fox Sports.
En abril de 2009 volvió a la conducción con Simplemente Nicole, por C5N, terminando el programa meses después. Luego comenzó su participación en el concurso de canto y baile El musical de tus sueños, dentro del programa ShowMatch.
En 2010 realizó un cameo en la telenovela Botineras y condujo FTV Mag, por la pantalla de FTV. Luego, participó de Bailando por un sueño 2011, conducido por Marcelo Tinelli.
En 2013, se sumó al renovado personal de la quinta temporada de Animales Sueltos, programa conducido por Alejandro Fantino y emitido por América TV.
Neumann concursó además en el reality show de baile Bailando 2016, conducido por Marcelo Tinelli, donde obtuvo el quinto puesto tras siete meses de competencia.

## Televisión
| Ficciones               | Ficciones                           | Ficciones               | Ficciones                                | Ficciones  |
| Año                     | Título                              | Personaje               | Notas                                    | Canal      |
| ----------------------- | ----------------------------------- | ----------------------- | ---------------------------------------- | ---------- |
| 1995                    | Amigovios                           | Ella misma              | Cameo                                    | El trece   |
| 1996                    | 90 60 90 modelos                    | María Azul Ramayo       | Coprotagonista                           | Canal 9    |
| 1999 - 2000             | Cabecita                            | Bárbara Núñez Zamora    | Estelar                                  | Telefe     |
| 2004                    | Jesús, el heredero                  | Camila Guevara          | Recurrente                               | El Trece   |
| 2005                    | Conflictos en red                   | Claudia                 | Episodio: "Enmascarados"                 | Telefe     |
| 2010                    | Botineras                           | Ella misma              | Cameo                                    | Telefe     |
| 2016                    | Loco por vos                        | Ella misma              | Cameo                                    | Telefe     |
| Programas de televisión |                                     |                         |                                          |            |
| Año                     | Título                              | Rol                     | Notas                                    | Canal      |
| 2005                    | D- Tour                             | Ella misma              |                                          | MTV        |
| 2007                    | Estilo Nicole                       | Conductora              |                                          | Fox Sports |
| 2009                    | Simplemente Nicole                  | Conductora              |                                          | C5N        |
| 2009                    | Showmatch: El musical de tus sueños | Participante            | 10.ª eliminada                           | El Trece   |
| 2010                    | FTV Mag                             | Conductora              |                                          | Fashion TV |
| 2011                    | Showmatch: Bailando 2011            | Participante            | 6.ª eliminada                            | El Trece   |
| 2013                    | Animales sueltos                    | Coconductora            |                                          | América TV |
| 2015                    | Todo Verano                         | Conductora              |                                          | Telefe     |
| 2016                    | Showmatch: Bailando 2016            | Participante            | 20.ª eliminada                           | El Trece   |
| 2016                    | Mujeres con Nicole                  | Conductora              |                                          | FWTV       |
| 2017                    | Diario 16                           | Conductora              |                                          | KZO        |
| 2017 - 2019             | Cortá por Lozano                    | Panelista               |                                          | Telefe     |
| 2018                    | Tardes nuestras                     | Conductora              |                                          | KZO        |
| 2018-2020               | Las 10 de Nicole                    | Conductora              |                                          | KZO        |
| 2019 - 2021             | Nosotros a la mañana                | Panelista               |                                          | El Trece   |
| 2019                    | Showmatch: Súper Bailando 2019      | Jurado                  | Reemplazo de Carolina "Pampita" Ardohain | El Trece   |
| 2020                    | #NicoleenCasa                       | Conductora              |                                          | IGTV       |
| 2020                    | Divina comida                       | Participante Anfitriona | 5° lugar (semana 4)                      | Telefe     |
| 2020 - 2021             | Nicole al mediodía                  | Conductora              |                                          | KZO        |
| 2021                    | Santo sábado                        | Conductora              |                                          | América TV |
| 2021                    | Santo especial                      | Conductora              |                                          | América TV |
| 2021 - 2025             | Los 8 escalones del millón          | Jurado                  | Especialista en moda y veganismo         | El Trece   |

## Cine
| Año  | Título                                | Rol                 |
| ---- | ------------------------------------- | ------------------- |
| 1999 | Esa maldita costilla                  | Joven despampanante |
| 2013 | Back to the Siam                      | Ella misma (cameo)  |
| 2014 | Cosano: La vida secreta de un vestido | Ella misma          |
| 2016 | Resentimental                         | Modelo 1 (cameo)    |

## Teatro
| Año         | Obra             | Rol     | Director    |
| ----------- | ---------------- | ------- | ----------- |
| 2005 - 2006 | Los locos mandan | Vedette | Nito Artaza |

## Discografía
- 1994: Primer amor - Sony Music Latin
- 1994: Nicole Neumann (EP) - Sony Music Latin
- 1995: Nicole Neumann Sing (EP) - Canción: «Déjate querer» - Sony Music Latin